# Judith Exner
Judith Exner, auch Judith Campbell und Judith Campbell Exner (* 11. Januar 1934 als Judith Eileen Katherine Immoor in New York City; † 24. September 1999 in Duarte (Kalifornien)) war eine US-amerikanische Society-Frau, die die Geliebte des US-Präsidenten John F. Kennedy und eine enge Freundin des Mafia-Bosses Sam Giancana war.

## Kindheit
Judith Eileen Katherine Immoor wurde in New York City als Tochter des aus Deutschland eingewanderten Architekten Frederick Immoor und seiner Frau Katherine Shea Immoor geboren. Nach einem Umzug der wohlhabenden Familie in die Gegend um Los Angeles wuchs Exner in Pacific Palisades heran. Nachdem ihre Mutter, als Judith 14 war, fast bei einem Autounfall gestorben wäre, wurde Judith von der Schule genommen und zuhause unterrichtet. Judith hatte eine ältere Schwester Jacqueline (1931–1985, sie wurde später unter dem Namen Susan Morrow Schauspielerin), und eine Schwester Joan Collingwood. Außerdem hatte sie zwei Brüder, Allen und Fred Immoor.

## Ehen und Familie
Im Alter von 18 Jahren, 1952, heiratete Judith Immoor den Schauspieler William Campbell und nahm seinen Namen an. Er war Alkoholiker, und sie ließen sich 1958 wieder scheiden. 1975 heiratete sie Dan Exner, einen Golfer; sie trennten sich 1988 wieder. Aus einer späteren Beziehung hatte Judith Exner einen Sohn, David Bohrer.

## John F. Kennedy
1959 lernte sie Frank Sinatra kennen und hatte mit ihm eine kurze Affäre. Am 7. Februar 1960 wurde Exner (damals hieß sie noch Campbell) von Sinatra in Las Vegas mit John F. Kennedy bekannt gemacht, der damals Senator und Präsidentschaftskandidat war. Sie wurde seine Geliebte für etwa zwei Jahre. Im März 1960 machte Sinatra Judith Exner auch mit dem Boss der Chicagoer Mafia Sam Giancana (der ihr als Sam Flood vorgestellt wurde) bekannt.
Vor dem Church Committee, das 1975 Mordversuche der CIA untersuchte, in einer Pressekonferenz 1975 und in ihren Memoiren 1977 (My Story) behauptete Exner, ihre Beziehung zu Kennedy sei rein privat gewesen und sie habe nicht zwischen ihm und Giancana vermittelt.
1988, in einem Interview der Zeitschrift People, gab Exner an, sie habe Giancana und John Roselli nur im Auftrag Kennedys getroffen und in den Jahren 1960 und 1961 für 18 Monate als Mittlerin zwischen Kennedy und der Mafia gedient. Sie habe früher gelogen aus Angst, ermordet zu werden. 1997, sie war inzwischen unheilbar an Krebs erkrankt, korrigierte sie sich erneut und berichtete, sie habe des Öfteren Umschläge mit Geld für Kennedy transportiert, sie habe gewusst, dass es in den Dokumenten um die Ermordung Fidel Castros gehe. Außerdem sei sie von ihrer letzten Begegnung mit Kennedy schwanger gewesen und Giancana habe ihr bei der Abtreibung geholfen.
Exners Aussagen bis zu ihren Memoiren wurden zwar häufig durch Kennedy-Mitarbeiter bestritten, sie sind aber gut durch viele offizielle Dokumente, wie Telefonmitschnitte durch das FBI, belegt. Für ihre späteren Korrekturen und Detaillierungen gibt es hingegen keine Belege und keine Zeugen.

## Späte Jahre und Tod
Judith Exner lebte später als Malerin in Newport Beach und starb am 25. September 1999 in Duarte (Kalifornien) an Brustkrebs.

## In der Kultur
Exners Memoiren dienten dem Fernsehfilm Power and Beauty (2002) von Susan Seidelman als Vorlage. Sie wurde dort von Natasha Henstridge gespielt.

## Weiterführende Literatur
- Michael O’Brien: The Exner File – Truth and fantasy from a president’s mistress. In: The Washington Monthly, Dezember 1999, Band 31, Nr. 12.
- Judith Campbell Exner, Ovid Demetrias: My Story. Grove Press, 1977, ISBN 978-0-8021-0139-6.
- Seymour Hersh: Kennedy: das Ende einer Legende. 3. Aufl., Hamburg 1999 (The Dark Side of Camelot, 1998). Auszüge davon in Englisch (PDF; 212 kB)